# Volnay, Sarthe
Volnay är en kommun i departementet Sarthe i regionen Pays de la Loire i nordvästra Frankrike. Kommunen ligger i kantonen Bouloire som tillhör arrondissementet Mamers. År 2022 hade Volnay 971 invånare.

## Befolkningsutveckling
Antalet invånare i kommunen Volnay
| Referens: INSEE |